# S-Bahn Rin-Ruhr

Uso de la tierra de Renania del Norte-Westfalia.

La red de trenes de Cercanías S-Bahn Rin-Ruhr cubre la macrorregión metropilitana alemana del Rin-Ruhr. Desde las ciudades de Bonn y Colonia, hasta la ciudad de Dortmund.
La Región Rin-Ruhr (en alemán: Region Rhein-Ruhr) es una macrorregión urbana en el estado federado de Renania del Norte-Westfalia (Alemania), que se expande a lo largo del río Rin desde el Colonia al sur, pasando por Leverkusen, hasta Mönchengladbach y Duisburgo al norte, para bifurcarse a Dortmund al este, a lo largo del río Ruhr.